# Invasion des États-Unis

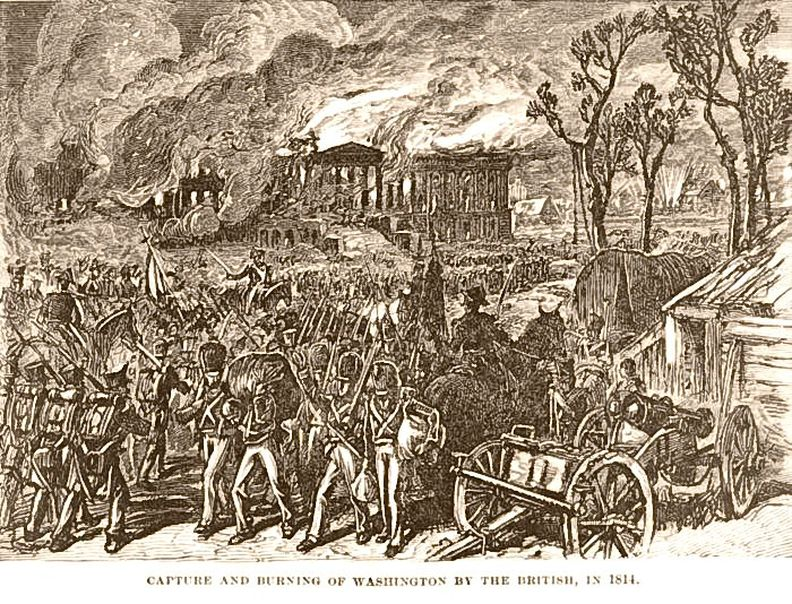
Prise et incendie de Washington par les Britanniques en 1814.

Le concept de l'invasion des États-Unis se rapporte à la théorie militaire qui présente la faisabilité, pour une puissance étrangère, d'attaquer et réussir à envahir les États-Unis. Le territoire des États-Unis a été envahi physiquement à quelques reprises, une fois pendant la Guerre de 1812, plusieurs fois au cours de la guerre frontalière américano-mexicaine, et une fois au cours de la Seconde Guerre mondiale (campagne des îles Aléoutiennes). Au cours de la Guerre froide, une grande partie de la stratégie militaire américaine visait à repousser une attaque de l'Union soviétique sur les États-Unis.

## Début des événements
L'histoire militaire des États-Unis a commencé avec une puissance étrangère sur le sol américain, l'Armée Britannique pendant la Guerre de la révolution Américaine. Après l'indépendance des États-Unis, l'attaque suivante sur le sol américain a eu lieu au cours de la Guerre de 1812, également avec la Grande-Bretagne. Ce fut également la première et la seule fois depuis la fin de la Guerre d'indépendance qu'une puissance étrangère a occupé la capitale américaine (la capitale, puis la ville de Philadelphie a été également occupée par les Britanniques au cours de la Révolution).
La Guerre civile américaine peut être considérée comme une invasion du territoire d'origine, dans une certaine mesure, avec la Confédération et l'Union qui disposent chacun d'armées ayant fait des incursions dans le territoire adversaire. Après la Guerre civile, la menace d'une invasion d'une puissance étrangère était faible, et il n'y eut pas de développement de la stratégie militaire pour contrer la possibilité d'une attaque contre l'Amérique avant le XXe siècle.
Le 9 mars 1916, le révolutionnaire Mexicain Pancho Villa et ses Villistas envahirent Columbus, au Nouveau-Mexique, lors de la bataille de Colomb pendant la Guerre de la Frontière, déclenchant l'Expédition punitive contre Pancho Villa en réponse, dirigée par le Major-Général John J. Pershing.